# Didáctica de las ciencias experimentales

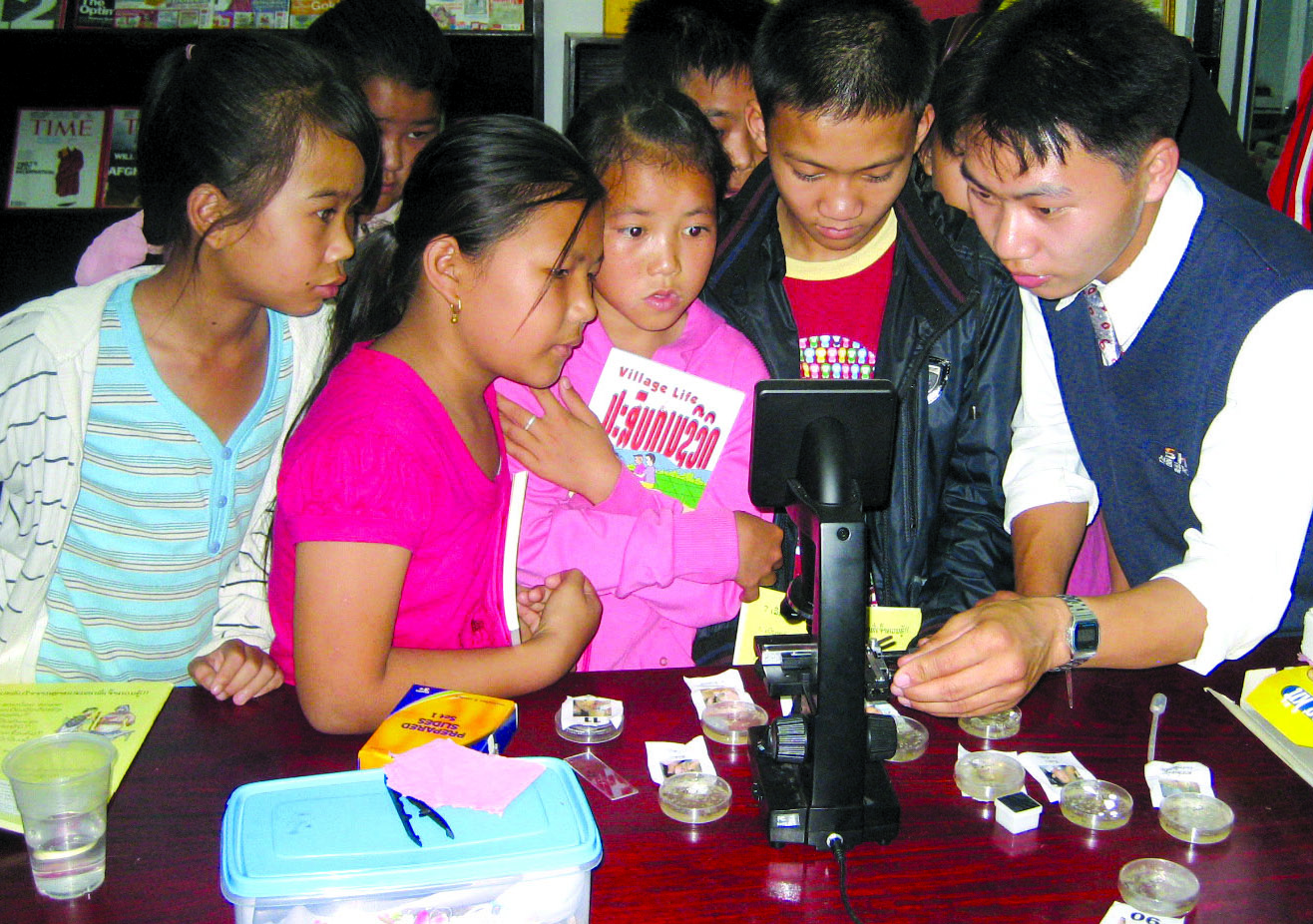
Niños usando microscopio en un experimento.

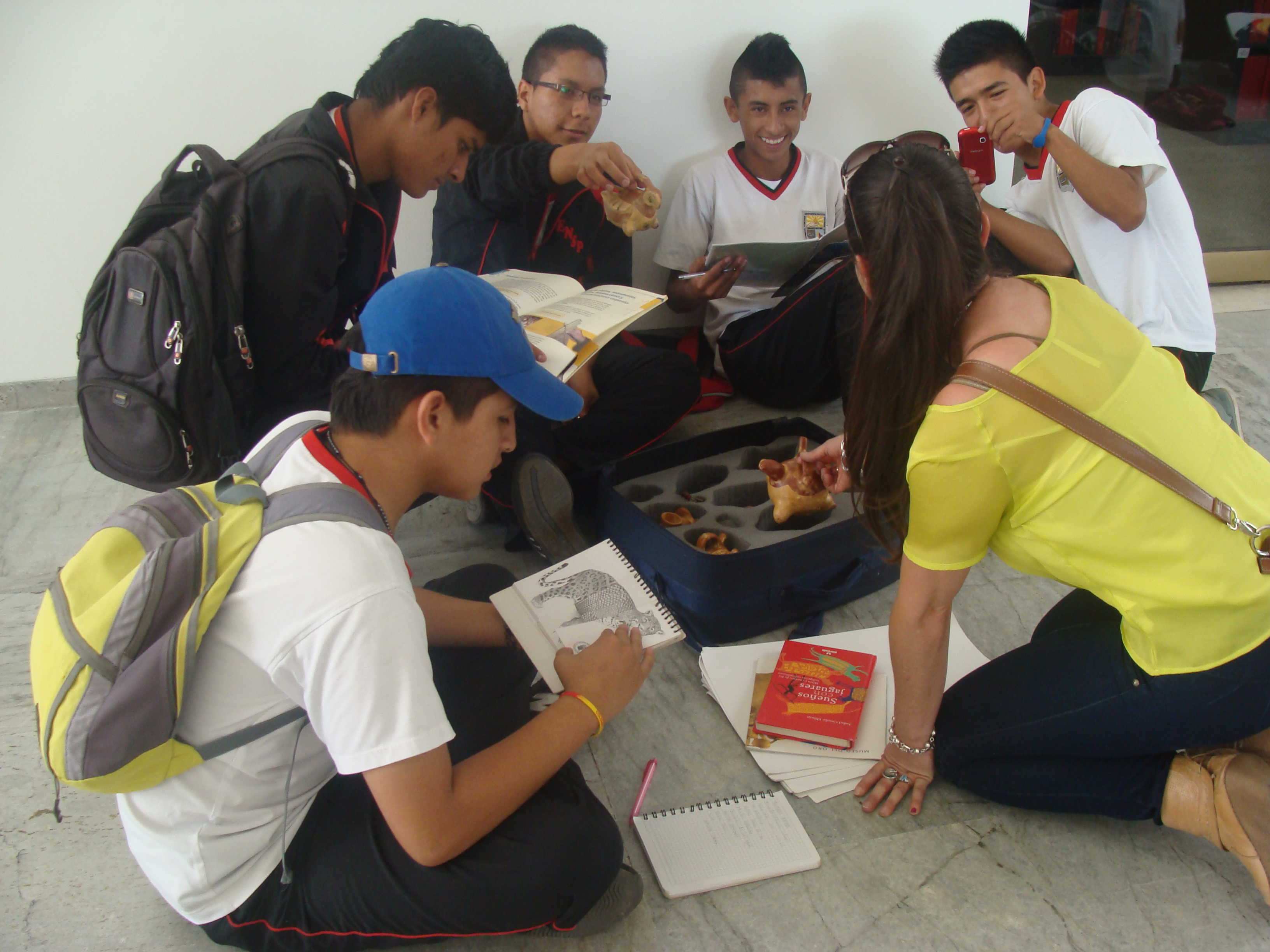
Taller y uso de material didáctico

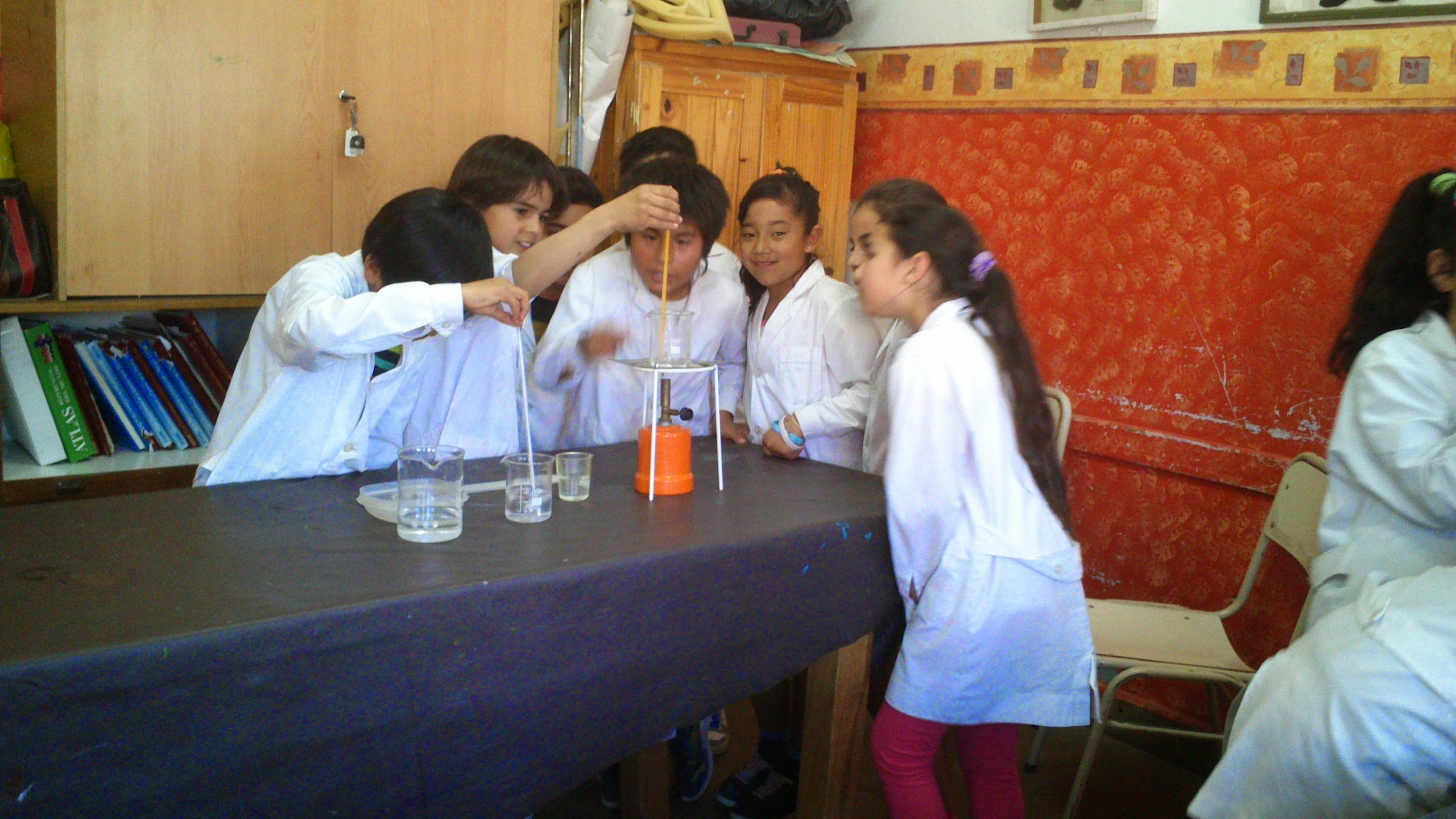
Estudiantes en situación de aprendizaje en ciencias experimentales

La didáctica de las ciencias experimentales es una disciplina pedagógica que se encarga del estudio de los procesos cognitivos y afectivos relacionados con la enseñanza y aprendizaje de contenidos curriculares de naturaleza científica.
En la literatura epistemológica acerca de la didáctica de las ciencias se encuentran actualmente dos posiciones teóricas muy difundidas. Una es considerarla como una rama de otra disciplina, generalmente: la pedagogía, la psicología o las propias ciencias naturales, basada en una relación de dependencia sostenida en argumentos de carácter histórico, curricular y administrativo. La otra tendencia común, es hablar de ella como de un campo interdisciplinar de aplicación, es decir caracterizar la investigación didáctica como un campo interdisciplinar en el que trabajan profesionales que pertenecen a distintas áreas. Hay además una tercera postura en este debate epistemológico en la que se argumenta a favor de la Didáctica de las Ciencias como disciplina autónoma. Asimismo, engloba importantes áreas de investigación en materia educativa siendo abordada como una herramienta en la formación de los futuros profesores, con miras a incentivar el proceso de adquisición de destrezas en la forma de transmitir los conceptos a los estudiantes. La didáctica de las ciencias experimentales busca asistir al profesor, proponiendo métodos y estrategias de manera que el proceso de enseñar evolucione y se adapte a las necesidades de los alumnos, y por ende, a los requerimientos del sistema educativo.
La didáctica de las ciencias experimentales es considerada en la actualidad un campo de conocimiento consolidado y autónomo, con pensamiento complejo y un saber de síntesis. A lo largo de la consolidación de esta disciplina se han considerado dos enfoques, uno tecnocrático y normativo y otro que articula la teoría, la práctica y la reflexión (constructivista). 

## Características
El docente con formación, es aquel que es capaz de desarrollar competencias en sus estudiantes, a partir de una planificación de aquellos contenidos conceptuales, procedimentales y actitudinales a transmitir a sus alumnos.
Para ello, es importante que articule las competencias profesionales que posibilitarán:
- Secuenciar un plan de acciones didácticas concernientes a la disciplina científica.

- Elaborar y recrear situaciones de aprendizaje.

- Determinar los objetivos para cada uno de los contenidos a enseñar.

- Analizar debilidades y fortalezas para la dinámica planificada.

- Fomentar el aprendizaje en equipo y el trabajo colaborativo.

- Evaluar cada etapa del proceso, y no solamente el producto final.[8]

- Implementar distintas técnicas de comunicación.[9]

- Incorporar la tecnología teniendo en cuenta criterios pedagógicos, técnicos y éticos

- Trabajar en forma interdisciplinaria.[10]

## Campo de investigación
El área de desarrollo en la didáctica de las ciencias parte de lo epistemológico, y se basa en el concepto de modelo.
La construcción de modelos en ciencias, tiene que ver con el proceso por el cual se accede al conocimiento bajo la premisa de que estos modelos son dinámicos y no estáticos, cambian y se modifican al mismo tiempo que la ciencia progresa, y por ende, sus enunciados son transmitidos a los estudiantes.
El modelo conceptual de la didáctica en ciencias experimentales, propone un conjunto de ideas para describir lo fenomenológico, acercando el saber tecnocientífico a los alumnos de una manera que permita la comprensión de las teorías y su aplicación en situaciones nuevas de aprendizaje, lo que se conoce como Aprendizaje significativo.
Del mismo modo, esta disciplina se centra en la calidad de la formación del profesorado desde sus etapas iniciales. Se considera relevante reconocer las concepciones primarias de los docentes, pues se piensa que estas van a influir en forma directa en su futura cátedra en el aula.
Para ello se han determinado algunos factores principales a la hora de evaluar el alcance de la didáctica en lo que a ciencias experimentales se refiere:
- Las concepciones de los docentes de ciencias.[15]

- Los preconceptos e ideas previas de los estudiantes.[16]

- La enseñanza de problemas didácticos.

- El diseño curricular.

- La evaluación de los contenidos en ciencias.[17]

## Método de experimentación científica
- Observación: observar es aplicar atentamente los sentidos a un objeto o a un fenómeno, para estudiarlos tal como se presentan en realidad.

- Inducción:  la  acción  y  efecto  de  extraer,  a  partir  de  determinadas  observaciones  o experiencias particulares, el principio particular de una de ellas.

- Hipótesis: planteamiento mediante la observación siguiendo las normas establecidas por el método científico.

- Probar la hipótesis por experimentación.

- Demostración o refutación (antítesis) de la hipótesis.

- Tesis o teoría científica: conclusiones.[18][19]

## Representaciones en la didáctica de las ciencias
En las últimas décadas, el enfoque de las representaciones en didáctica de las ciencias es cada vez más relevante, y actualmente es analizado desde diferentes puntos como el análisis de las ideas previas de los estudiantes, el uso de las representaciones por los sujetos, su proceso de construcción, el diseño y evaluación de propuestas didácticas para su intervención en el aula. Esta diversidad sobre la que se abordan las representaciones implica también que hay diversidad de posicionamientos o concepciones sobre lo que son las representaciones, de su papel en la construcción de conocimiento y del aprendizaje, así como sobre su conceptualización epistemológica, esto es, su función y relación con la fenomenología.
Considerando a las representaciones centradas en el sujeto y sus procesos de construcción, se considera que todos los sujetos tienen la posibilidad de construir sus propias representaciones de acuerdo con la realidad que perciben e interpretan, siendo estos los elementos que les permiten inferir, comprender, organizar y explicitar la comprensión de su conocimiento, y aunque dichas representaciones pueden ser o no correspondientes con los conocimientos científicos que enuncian, tienen una coherencia interna para el sujeto que le permite generar diversos modelos explicativos sobre los fenómenos estudiados, puesto que cada forma de representación implica diversas posibilidades de construcción e interpretación.
Las representaciones que pueden conocerse de los sujetos son las externalizadas, es decir, son todos aquellos elementos icónicos o simbólicos con los cuales se denotan lo que se representa y que se presentan a los alumnos como elementos de aprendizaje y para el pensamiento. La gráfica del movimiento de un objeto, la cadena del ADN o una ecuación química es una representación externa, lo mismo que una oración, un esquema o una imagen. También lo son las representaciones dinámicas como las interacciones y simulaciones. Junto a esas representaciones externas están todos los elementos culturales y materiales que las hacen posible: el lenguaje, las matemáticas, las reglas de las gráficas, etc.
Las representaciones externas juegan, por tanto, un papel importante en el aprendizaje. Diversas investigaciones han mostrado que es posible lograr una mejor comprensión de la ciencia escolar cuando se desarrollan propuestas donde se hace uso de múltiples representaciones como apoyo a los procesos de enseñanza, y se propicia que los alumnos expliciten las representaciones que construyeron sobre el fenómeno abordado.